# Lettera dell'imperatore Alessio al Conte di Fiandra

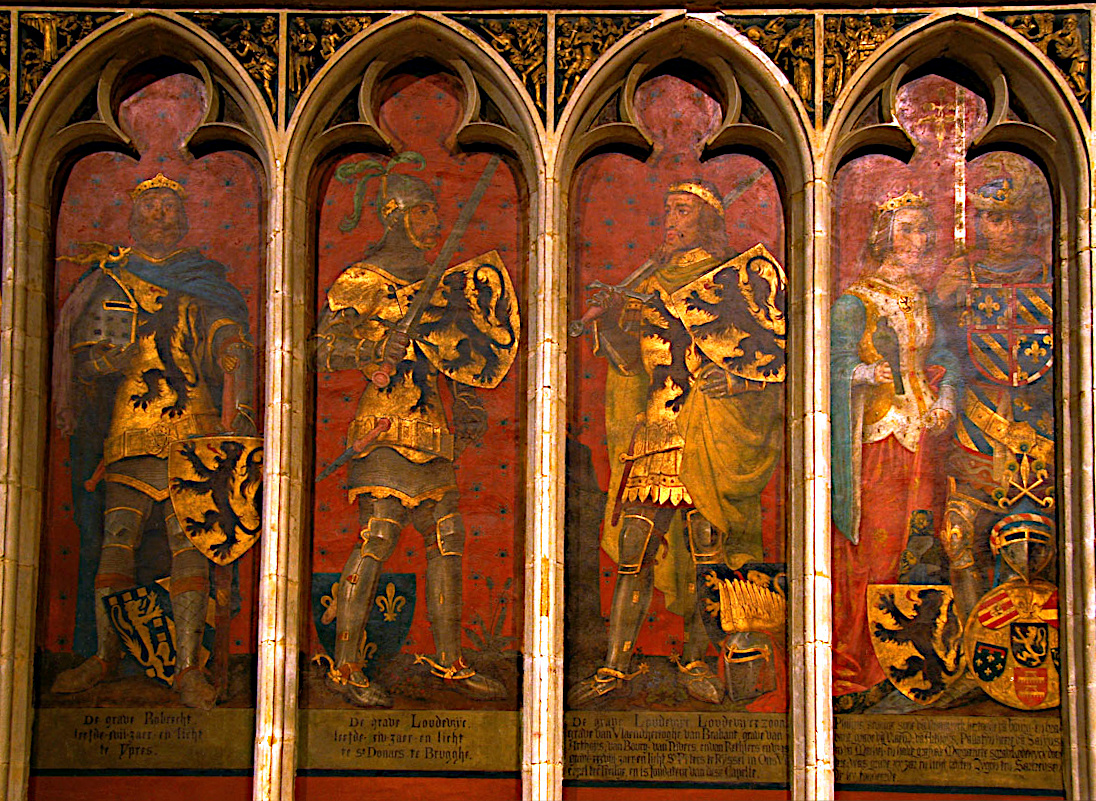
I Conti delle Fiandre Roberto III (1305-1322), Luigi I (1322-1346), Luigi II (1346-1384) e Margherita III (1384-1405), sposa di Filippo II di Valois. Affresco della Cappella dei Conti, Kortrijk.

La Lettera dell'Imperatore Alessio al Conte di Fiandra è un documento che sostiene di essere una comunicazione scritta dell'Imperatore di Costantinopoli Alessio I Comneno (1081-1118) a Roberto I, Conte di Fiandra (detto il Frisio, 1071-1093), e a "tutti i principi dell'intero regno". Scritta in latino, dovrebbe risalire all'anno 1091, secondo quanto indicato dall'anonimo compilatore del sommario della lettera (che spesso precede nei manoscritti la lettera stessa). In essa l'imperatore Alessio chiede insistentemente e accoratamente aiuto militare contro i Turchi selgiuchidi e i Peceneghi, motivando la richiesta con la difesa della fede cristiana contro gli infedeli: per questo essa è stata interpretata nel corso dei secoli come prova della richiesta di Alessio della prima crociata.

## Il testo

### I manoscritti
Il testo latino della lettera è stato tramandato in ben 39 copie manoscritte, 27 delle quali scritte dopo il 1200; le tre copie più antiche datano ai primi anni del 1100. In 36 manoscritti la lettera compare alla fine (o all'inizio) della Historia Iherosolimitana di Roberto di Reims, ma in tre manoscritti essa è un documento separato. Il manoscritto più antico (B) risale a non dopo il 1106, e qui la lettera compare assieme alla cronaca di Roberto di Rheims, preceduta da un argumentum (sommario) che ne spiega lo scopo e la data di composizione.
Le edizioni moderne sono quelle del Conte Paul Riant (1879) e di Heinrich Hagenmeyer (1901); una traduzione inglese è quella fornita da un saggio di Einar Joranson.

### Traduzione italiana del testo

#### Epistula
O illustrissimo Conte e speciale consolatore della fede Cristiana! Voglio rendere nota alla tua prudenza come il sacro Impero dei Cristiani Greci sia penosamente angosciato dai Peceneghi e dai Turchi, che giornalmente devastano e ininterrottamente saccheggiano il suo territorio; e che vi sono massacro indiscriminato e uccisioni indescrivibili e derisione dei Cristiani. Ma siccome i mali che essi compiono sono molti e, come abbiamo detto, indescrivibili, dei molti ne diremo alcuni, che tuttavia sono orribili a udirsi, e disturbano persino l'aria stessa. Poiché essi circoncidono i ragazzi e i giovani dei Cristiani sui battisteri dei Cristiani, e in disprezzo di Cristo versano il sangue della circoncisione negli stessi battisteri, e poi li costringono a urinare negli stessi; e poi li trascinano nelle chiese e li costringono a bestemmiare il nome e la fede della santa Trinità. Coloro che si rifiutano li affliggono con innumerevoli pene e alla fine li uccidono. Nobili matrone e le loro figlie, che hanno depredato [delle loro proprietà] disonorano nell'adulterio, succedendosi uno dopo l'altro come gli animali. Altri corrompono turpemente le vergini, ponendole in faccia alle loro madri, e le costringono a cantare canzoni viziose e oscene, finché non hanno terminato i loro vizi. Così leggiamo che venne fatto al popolo di Dio nell'antichità, ai quali gli empi Babilonesi, dopo essersi fatti beffe di loro in vari modi, dissero:"Cantateci gli inni e i canti di Sion" (Sal 136,3). Allo stesso modo, dopo avere disonorato le loro figlie, le madri a loro volta sono costrette a cantare canzoni viziose, le cui voci assomigliano non a un canto, ma a un pianto, come sta scritto della morte degli Innocenti: "Una voce si ode in Rama, pianto e lamento grande, Rachele piange i suoi figli; e non sarà confortata, perché essi non sono più" (Mt 2,18). Tuttavia, anche se le madri degli Innocenti, raffigurate da Rachele, non poterono essere consolate della morte dei loro figli, tuttavia poterono ottenere conforto dalla salvezza delle loro anime; ma queste [madri], ciò che è peggio, non possono essere confortate per nulla, perché quelle [le loro figlie] periscono nell'anima e nel corpo.
Ma che di più? Veniamo a cose peggiori: uomini di ogni età e ordine, ragazzi, adolescenti, giovani, vecchi, nobili, servi, e, ciò che è peggio e più vergognoso, chierici e monaci, e -che dolore!- ciò che dall'inizio dei tempi non è stato mai detto o sentito, vescovi, sono oltraggiati con il peccato di Sodoma, e un vescovo sotto questo osceno peccato perì. Contaminano e distruggono i luoghi sacri in innumerevoli modi, e ne minacciano altri di peggiore trattamento. E chi non piange di fronte a ciò? Chi non prova compassione? Chi non ne prova orrore? Chi non prega? Perché quasi l'intera terra da Gerusalemme alla Grecia, e tutta la Grecia con le sue regioni superiori, che sono la Cappadocia Minore, la Cappadocia Maggiore, la Frigia, la Bitinia, la Frigia Minore (cioè, la Troade), il Ponto, la Galazia, la Lidia, la Panfilia, l'Isauria, la Licia, e le isole maggiori Chio e Mitilene, e molte altre regioni e isole che non possiamo nemmeno enumerare, fino alla Tracia, sono state già invase da costoro, e adesso quasi nulla rimane eccetto Costantinopoli, che minacciano di strapparci prestissimo, a meno che l'aiuto di Dio e dei fedeli Cristiani Latini ci giunga velocemente. Poiché persino la Propontide, che viene anche chiamata Abido e che scorre giù dal Ponto nel Gran Mare proprio attaccato a Costantinopoli, hanno invaso con duecento navi, costruite da Greci che essi hanno derubato e costretto volenti o nolenti a diventarne rematori, minacciando di prendere presto Costantinopoli, minacciandola per terra e per mare, nella Propontide.
Queste poche cose, degli innumerevoli mali che questa empissima gente commette, ti abbiamo menzionato per iscritto, o conte delle Fiandre! O amante della fede Cristiana! Il resto omettiamo per non dare fastidio a chi legge. Pertanto, per l'amore di Dio e per la pietà verso tutti i Cristiani Greci, ti preghiamo che tu invii qui in aiuto mio e dei Cristiani Greci qualunque combattente fedele a Cristo tu sia in grado di reclutare nelle tue terre - di condizione elevata o media o bassa; e come essi nell'anno passato liberarono la Galizia e altri regni d'Occidente dal giogo dei pagani, così lo possano ora, per la salvezza delle loro anime, liberare il regno dei Greci; poiché io, benché imperatore, non riesco a trovare alcun consiglio o rimedio, ma sono costretto sempre a fuggire dalla faccia dei Turchi e dei Peceneghi, e rimango in una città solo fino a che mi rendo conto che il loro arrivo sia imminente. E giudico sia meglio essere soggetti a voi Latini che alle abominazioni dei pagani. Pertanto, prima che Costantinopoli sia presa da loro, dovete combattere con tutta la vostra forza, in modo da ottenere in cielo un glorioso e ineffabile premio.
Poiché è meglio che voi possediate Costantinopoli piuttosto che i pagani, perché in questa [città] vi sono le più preziose reliquie del Signore, cioè: la colonna a cui fu legato; il flagello con cui fu flagellato; la corona di spine con cui fu incoronato; la canna che tenne in mano, al posto dello scettro; le vesti di cui fu spogliato davanti alla croce; la maggior parte del legno della croce sulla quale fu crocefisso; i chiodi con cui fu inchiodato [alla croce]; le bende di lino trovate nel sepolcro dopo la sua resurrezione; le dodici ceste dei resti dei cinque pani e dei due pesci; l'intera testa di San Giovanni il Battista con i capelli e la barba; le reliquie dei corpi di molti dei santi Innocenti, di alcuni profeti e apostoli, di martiri, e, soprattutto, del protomartire Santo Stefano, e di confessori e vergini, questi ultimi in così gran numero che abbiamo omesso di scrivere di ciascuno individualmente. Tuttavia, tutto ciò i Cristiani dovrebbero possedere, invece dei pagani; a sarà un grande atto per tutti i Cristiani se essi manterranno il possesso di tutte queste cose, ma sarà a loro rovina e dannazione se dovessero perderlo.
Comunque, se essi [i Cristiani] non volessero combattere per queste reliquie,  e se il loro amore dell'oro dovesse essere maggiore, ne troveranno di più di quanto ne è contenuto nel resto del mondo, poiché le volte delle chiese di Costantinopoli abbondano di argento, oro, gemme e pietre preziose, e di paramenti di seta, che potrebbero essere sufficienti per tutte le chiese del mondo; ma il tesoro inestimabile della chiesa madre, cioè Santa Sofia, cioè, la Sapienza di Dio, supera i tesori di tutte le altre chiese e, senza dubbio, eguaglia i tesori del Tempio di Salomone. Ancora, cosa dovrei dire delle ricchezze infinite dei nobili, quando nessuno può stimare le ricchezze dei comuni mercanti? Posso dire con certezza che nessuna lingua lo può dire; poiché non solo i tesori degli imperatori di Costantinopoli, ma i tesori di tutti gli antichi imperatori di Roma sono stati portati colà e nascosti nei palazzi. Che dire di più? Certamente, ciò che è esposto agli occhi degli uomini è nulla paragonato con ciò che giace nascosto.
Affrettati pertanto con il tuo intero popolo e combatti con tutta la tua forza, affinché tutto questo tesoro non cada nelle mani dei Turchi e dei Peceneghi; perché, mentre essi sono infiniti (proprio oggi ne sono attesi sessantamila), temo che, in virtù di questo tesoro essi sedurranno i nostri avidi soldati, come fece un tempo Giulio Cesare che invase il regno dei Franchi grazie alla cupidigia, e come farà l'Anticristo alla fine del mondo, quando avrà conquistato l'intero mondo (Ap 13,7). Agite pertanto finché avete tempo, per non perdere il regno dei Cristiani e, ciò che è più grande, il Sepolcro del Signore, e quindi abbiate non il giudizio eterno, ma la giusta ricompensa nei cieli. Amen.
la lettera finisce»

## Data e funzioni della lettera

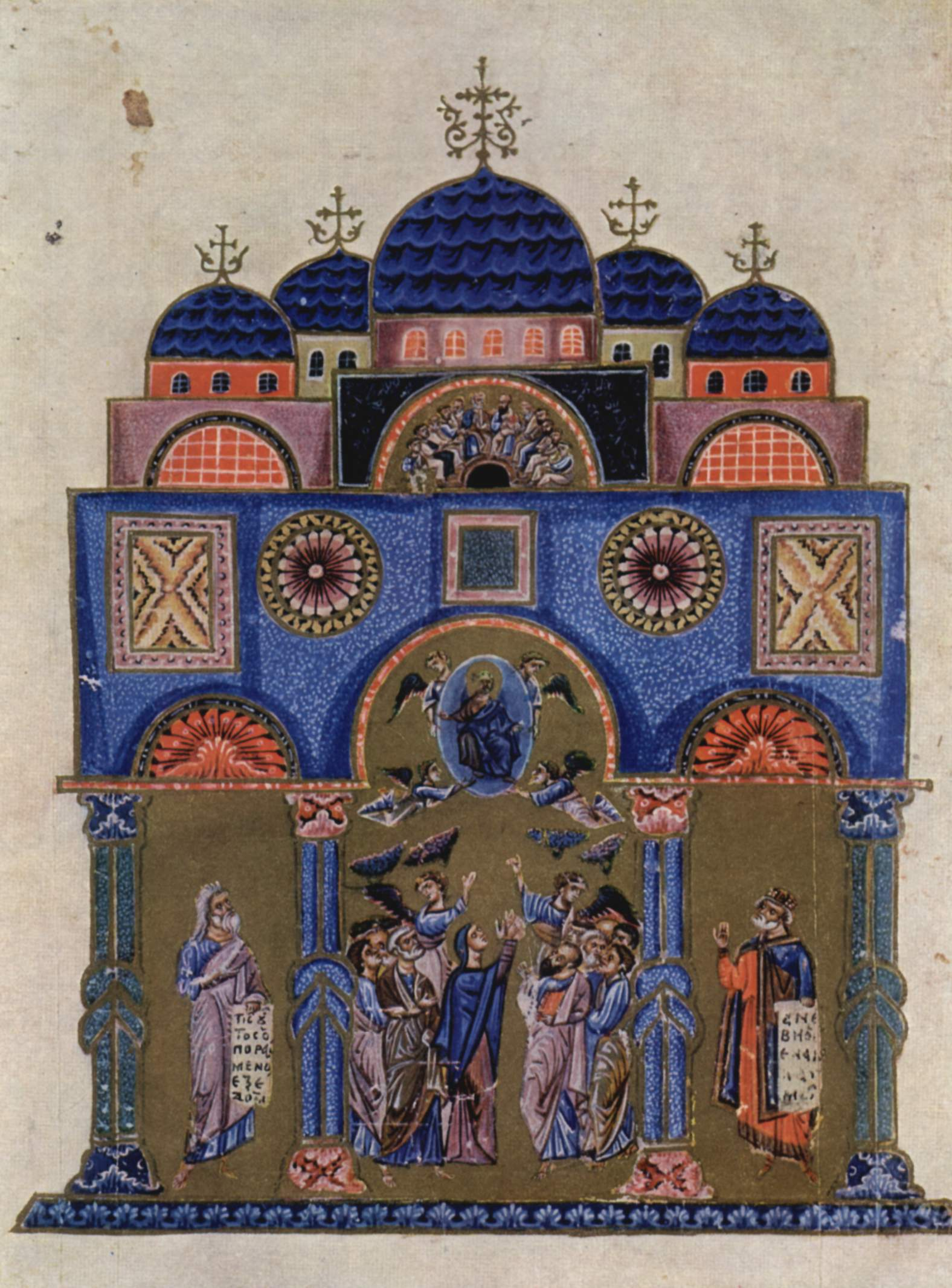
Probabile immagine della chiesa dei Santi Apostoli a Costantinopoli. Manoscritto greco del XII secolo; Parigi, Bibliothèque nationale de France, MS Grec 1208, folio 3

Anna Comnena nella sua Alessiade, non solo parla di 500 cavalieri e di un «regalo di 150 cavalli» che arrivarono quando l'emiro Abū l-Qāsim minacciava Nicomedia, nella primavera del 1090, ma dice pure che nello stesso periodo Alessio era duramente attaccato dai Peceneghi e dai Turchi selgiuchidi. In particolare, nell'inverno 1090-1091 Costantinopoli era contemporaneamente attaccata da terra e da mare, esattamente come riportato nella Lettera. Si potrebbe pertanto supporre, seguendo lo storico russo Vasilij Vasil'evskij, che Alessio al tempo delle invasioni turche e peceneghe (1088-1091) decise di ricordare a Roberto la sua promessa (forse fatta quando i due si incontrarono nel viaggio di ritorno di Roberto dalla Terrasanta), e che lo abbia fatto in una lettera urgente, di cui la Lettera in latino sia o una traduzione, o un adattamento (come sostiene lo storico francese Chalandon), o in qualche modo un risultato.
Secondo Einar Joranson (già citato sopra), la Lettera non può essere una traduzione fedele in latino di una possibile lettera di Alessio, anche se nell'Alessiade compare un riferimento a un messaggio urgente di Alessio a Roberto di Fiandra nel 1091. Ma il contenuto del messaggio non poteva essere l'invio dei 500 cavalieri, che erano già arrivati nella primavera del 1090.
Sintetizzando, le coordinate storiche in cui iscrivere la Lettera sono le seguenti:
- il conte Roberto tornò in Fiandra dal pellegrinaggio in Terrasanta nel novembre 1089;
- nella primavera del 1090 inviò 500 cavalieri e un regalo di 150 cavalli ad Alessio, come testimoniato da Anna Comnena;
- nell'inverno 1090-1091 Costantinopoli veniva assediata da terra e mare da Turchi e Peceneghi;
- il conte Roberto morì nel 1093;
- nel 1096 i cavalieri della Prima Crociata arrivavano a Costantinopoli.

Pertanto la Lettera non poté essere scritta prima del 1089; potrebbe essere stata scritta nel 1095, al tempo del Concilio di Piacenza, e quindi usata come incitamento alla Prima Crociata (così sostiene lo storico Henri Pirenne), ma non c'è nessuna fonte del tempo che lo confermi, né viene mai menzionata, né prima, né dopo,  l'intenzione da parte dei crociati di occupare Costantinopoli, così come la lettera pare suggerire.
Un'ultima ipotesi è che la Lettera sia stata scritta in una qualche cancelleria italiana fra il 1105 e il 1106, e usata dal principe Boemondo I d'Antiochia per reclutare cavalieri in Francia, nella sua guerra contro Bisanzio del 1107, da alcuni storici giustamente definita "la crociata del 1107". Un'idea di quale potesse essere il tenore delle accuse rivolte ad Alessio si può desumere da una lettera di Boemondo a papa Pasquale II, nella quale si dice che l'imperatore e la sua gente "derubarono i pellegrini a Gerusalemme dei loro beni, li uccisero, li denudarono, li annegarono nel mare, li spedirono in esilio".
Questa ipotesi ha il vantaggio di spiegare alcuni fatti altrimenti strani, e cioè
1. non c'è alcun riferimento alla lettera in documenti anteriori al 1105;
2. la data di comparsa della lettera nei primi manoscritti, fra cui (B), potrebbe essere quindi la data di composizione della lettera stessa;
3. il fatto che la lettera compaia spesso associata alla Historia Iherosolymitana verrebbe quindi spiegato con l'utilizzo di entrambi nella campagna denigratoria contro Alessio, organizzata da Boemondo in Italia  e soprattutto in Francia a partire dall'inizio del 1106;
4. l'autore dell'argumentum sarebbe quindi l'anonimo compilatore che ha scritto anche la Lettera.

### Il problema delle veridicità della lettera
Già il conte Riant esprimeva dubbi sul fatto che la Lettera avesse potuto essere scritta dalla cancelleria di Costantinopoli: secondo lui, la lettera era un falso, scritto da un monaco occidentale, utilizzando informazioni orali disponibili nelle Fiandre sulla politica bizantina del tempo, e dei resoconti sui maltrattamenti dei cristiani siriani da parte dei Turchi, e alcuni sermoni del papa Urbano II. In ogni caso, Riant escludeva che la lettera potesse essere stata scritta dall'imperatore Alessio, poiché non c'erano prove sufficienti del fatto che Alessio avesse mai chiesto aiuto all'Occidente per le sue guerre contro i Selgiuchidi.
Al contrario, Vasil'evskij sostiene che il documento è una traduzione (molto imperfetta) di un vero documento, scritto in greco nell'anno critico 1091. Le posizioni degli altri storici oscillano fra queste due estreme, di Riant e Vasil'evskij: per esempio, Ferdinand Chalandon sottolinea che la parte centrale della lettera, che enumera in modo molto preciso le perdite territoriali subite dall'Impero bizantino dopo la battaglia di Manzikert (1071), nonché la descrizione della situazione di Costantinopoli fra il novembre 1090 e il febbraio 1091, corrispondono in modo perfetto a quanto descritto da Anna Comnena nell'Alessiade, e pertanto potrebbero essere state desunte da una vera lettera scritta da Alessio al conte di Fiandra.
Viceversa, Hagenmeyer ritiene lo stravagante e seducente elenco dei tesori e delle reliquie di Costantinopoli come proveniente da fonti sicuramente non bizantine; inoltre, appare assai inverosimile che l'imperatore Alessio invitasse cavalieri occidentali a prendere possesso di Costantinopoli, come ripetuto due volte nel testo. A riprova di questo, Joranson nel suo saggio cita lo storico normanno Orderico Vitale (morto nel 1142), il quale informa che Boemondo, in una delle sue arringhe per reclutare soldati, esortasse "tutti coloro che erano allenati all'uso delle armi a ribellarsi all'imperatore, promettendo città opulente e paesi ai cavalieri che erano stati scelti per stargli al fianco". 
Joranson aggiunge infine che i dettagli impressionanti dei maltrattamenti dei cristiani da parte dei Turchi e Peceneghi non si trovano nell'Alessiade, e quindi potrebbero provenire da fonti occidentali: dettagli simili si trovano nei sermoni di papa Urbano II, e quindi potrebbero appartenere a un cliché della letteratura delle crociate.